# Wie weiter
Wie weiter ist ein Buch der deutschen Schriftstellerin Angela Krauß, das 2006 von Suhrkamp Verlag veröffentlicht wurde.

## Inhalt
Das romanähnliche Buch Wie weiter von Angela Krauß lässt sich zunächst als recht handlungsarm bezeichnen. Es gliedert sich grob in eine Rahmenerzählung und eine Binnenerzählung. Die Rahmenhandlung beginnt mit dem Aufwachen der Protagonistin an einem Sonntagmorgen in ihrer Mietwohnung gegenüber einem Zoo und schließt mit dem Aufwachen Romans, des Schlafgefährten der Protagonistin. Im weitaus größeren Teil der Erzählung verfolgt man die Protagonistin auf einer Gedankenreise, die teilweise weit in ihre Vergangenheit zurückgeht.

## Wichtigste Figuren

### Ich-Erzählerin
„Du, der Du alles weißt! Wenn nicht, ich fass nochmal zusammen: Hier bin ich. Das Kaiserspiel auf der Bettdecke. Unten die spitzen Schuhe. Auf dem Scheitel der Abdruck eines Gedankens. Soviel zu meiner Person.“
Genaueres über die Ich-Erzählerin in Wie weiter erfährt der Leser zunächst nicht. Wie schon in ihren vorangegangenen Prosatexten Weggeküsst und die Überfliegerin bleibt die Protagonistin „physisch bemerkenswert konturlos“. Weitere Informationen ergeben sich lediglich aus dem Kontext der Erzählung. Bei der Ich-Erzählerin handelt es sich um eine Frau, vermutlich im mittleren Alter, die in der DDR -genauer in der Erzgebirgsregion- aufgewachsen ist und in die in Mitte ihres Lebens entscheidend von Wiedervereinigung Deutschlands geprägt wird. Ihre wichtigsten Bezugspunkte sind vor allem ihre drei Liebesmenschen Leo, Toma und Roman, die allesamt verschiedene Bedeutungen für die Erzählerin einnehmen, sich jedoch untereinander nie begegnet sind.
Roman ist dabei nicht nur einer ihrer Liebesmenschen, sondern zudem ihr „Schlafgefährte“. Offensichtlich befindet sich die Erzählerin seit mehreren Jahren in einer festen Beziehung zu ihm. Die Wohnung gegenüber einem Zoo in Mitteldeutschland (vermutlich in Leipzig) teilt sie sich zudem mit Kastanorka, einer Schildkröte.
Sowohl zur Ich-Erzählerin in Wie weiter, als auch in ihren anderen Prosawerken, lassen sich zahlreiche autobiografische Parallelen zur 1950 in Chemnitz geborenen und seit 1981 in Leipzig lebenden Autorin Angela Krauß ausmachen. So stehen Themen wie das Erzgebirge oder die Wiedervereinigung im engen Zusammenhang mit der Autorin und treten wiederholt in ihren Werken auf.

### Liebesmenschen
„Ich habe sie nie miteinander bekannt gemacht. Was würde aus ihnen, wenn sie genötigt wären, etwas miteinander anfangen zu müssen, meine Liebesmenschen? Etwa ein Freundeskreis? Ich mute ihnen keine Geburtstagsfeiern zu, kein Herumstehen in Zusammenhängen, die sie füreinander austauschbar erscheinen lassen könnten, in denen auch ich ihnen fremd wäre. Ein jeder hat sich einst seine Liebesperson aus mir hervorgelockt, die kein anderer kennt, nur wir beide. Wir sind jeweils zwei gegenseitig Hervorgelockte, weshalb kein Dritter etwas entbehren muß. Mit jedem meiner Liebesmenschen führe ich ein anderes Leben, eins von den vielen, die noch in mir bereitliegen.“

#### Leo – weiser Ratgeber aus dem Westen
„Ich hatte meinen Kopf in die Hand gestützt, weit über den Tisch zu ihm hingelehnt, lächelte ich ihn an, noch frisch verwundert, daß ein fremder Mensch innerhalb von drei Tagen in ein langeleerstehendes Zimmer meiner Seele eingezogen war.“
Leo ist ein alter Jude, der nach der Machtergreifung Hitlers aus Wien nach New York geflohen ist. Die Ich-Erzählerin begegnet ihm erstmals etwa zur Jahrtausendwende während eines Amerika-Aufenthalts auf dem World Trade Center: „Leo war von hinten her neben mich getreten, nach einer Weile wendeten wir gleichzeitig unsere Gesichter einander zu. Ich traf das Auge, das über die Stadt sah, und wollte mich schon zurück in diese Richtung wenden, als er mich mit dem anderen festhielt.“, Leo, „der unter Schwarzen lebt“, führt die Ich-Erzählerin in einer rückblickend erzählten Episode nach Harlem in ein Theater. Kurz zuvor wurde der Protagonistin bei einem gemeinsamen Café-Aufenthalts der Rucksack entwendet, gerade in dem Moment, als Leo ihr Leben „umarmt“. Während die Ich-Erzählerin nicht weiter weiß und in Tränen ausbricht, telefoniert Leo bereits mit diversen Behörden, um die wichtigsten Dokumente als gestohlen zu melden. Wie genau das innige Verhältnis in dieser kurzen Zeit entstanden ist, bleibt weitgehend offen. Ebenso, ob es weitere Treffen gab oder der Kontakt seitdem lediglich über Telefongespräche aufrechterhalten wird. Leo nimmt in gewisser Weise die Vaterfigur unter den Liebesmenschen ein. Er ist der einzige, von dem sich die Protagonistin Kosenamen gefallen lässt. Sie darf ihn jederzeit anrufen und um Rat fragen. So ist Leo der erste Ansprechpartner nach dem „wie weiter“. Leo rät ihr zu „[…]eine[r] beliebigen Handlung, als ob du würfelst“ die sie wieder neugierig machen soll.

#### Toma – ruhelose Nomadin aus dem Osten
„Toma lacht nur, wenn sie vom Westen hört“
Bei Toma handelt es sich um eine ehemalige sowjetische Brieffreundin, die bereits in Die Überfliegerin erwähnt wird. Das erste Treffen fand auf einem kleinen Flugplatz im Ural statt. Ähnlich wie schon bei Leo, berichtet die Erzählerin vom ersten Blickkontakt: „Mich traf ein Blick aus schwarzen tatarischen Augen. Spöttisch erwartungsvoll, ob ich der ungewöhnlichen, Schritt für Schritt heranrückenden Präsentation, dieser unmittelbaren Zukunft gewachsen sei.“
Anders als, der auf die Protagonistin eher beruhigend einwirkende, Leo, wird Toma als unruhig, fast schon aufwühlend beschrieben. „Nichts würde die Lage so sehr ändern, als wenn Toma jetzt in der Tür stände.“
Zu DDR-Zeiten –„[…]als der Westen noch Osten war.“ – haben sich Toma und die Erzählerin insgesamt viermal besucht, während Toma davon nur ein einziges Mal den Weg in den Westen auf sich nahm. Auch nach dem Mauerfall ist Toma das erste Reiseziel, „um zu sehen, wie es weitergeht.“
Der ruhelose Eindruck, den Toma auf den Leser macht, spiegelt sich auch in räumlicher Hinsicht wider. Sie wird als Nomadin beschrieben. „Von meinen drei Liebesmenschen ist sie derjenige, der sich am weitesten von mir entfernt hat.“ Auf ihrem Weg nach Osten –„gegen die Westwanderströme“ – ist sie schließlich in Sibirien „angekommen“. Die zu „blindwütigen carpe diem“ neigende Toma symbolisiert ein Fernweh, den Aufbruch in eine ungewisse Zukunft. Während Leo eine Ruhepolfunktion einnimmt, steht Toma für Veränderung.

#### Roman – stiller Schlafgefährte
„Mein süßer Schlafgefährte weiß von nichts. Er träumt sich durch sein Nachtepos, eine mannhafte Welt, hinter flirrenden Lidern schlägt er sich hindurch.“
Roman ist derjenige Liebesmensch, der Wohnung und Leben mit der Erzählerin teilt. Er liegt in der Rahmenhandlung neben ihr im Bett und träumt von Heldenkämpfen. Auch im wachen Zustand wird er als stiller Träumer beschrieben, der eher passiv am Geschehen teilhat. Da er Langschläfer ist, bieten sich für die Protagonistin an Wochenenden zwei Stunden Zeit zum Nachdenken.
Die erste Begegnung der beiden findet in einer Menschenmenge während einer Montagsdemonstration statt. Der erste Blickkontakt wird hier wie folgt beschrieben: „Wir wechselten einen Blick, der keinen zweiten nötig hatte.“ Während Roman wohl anfangs sehr aktiv an der Protestbewegung beteiligt war, hat er im Laufe der turbulenten Ereignisse das Sprechen für Monate eingestellt und sich in sich selbst zurückgezogen. Dabei scheint er der Protagonistin bei der Bewältigung ihrer eigenen Orientierungslosigkeit im Laufe des Umsturzes Halt zu geben: „Roman hatte das Sprechen eingestellt, und ich lernte ihn kennen. Alles drängte vorwärts, er verharrte.“
Die Erzählerin beschreibt rückblickend in einer kurzen Episode eine Begegnung mit einem weiteren Roman. Dabei wurde sie im Alter von sieben Jahren von ebendiesem über einen Fluss getragen. Sie erinnert sich dabei an ihre Rivalin um ihn und spricht bereits von Liebe. Ob die Namensgleichheit lediglich ein Zufall ist, oder der Name Roman eher als Konzept für den idealen Liebesmenschen zu verstehen ist, bleibt offen. So ist an anderer Stelle der Erzählung die Rede: „[…] und immer wenn mir ein Roman begegnet ist, haben wir einen Blick gewechselt, meine Mutter und ich.“ Verena Auffermann wirft in ihrer Rezension zur Erzählung sogar die Frage auf, ob die Erzählerin womöglich sogar neben einem -angelehnt an den Gattungsnamen- fleischgewordenen Roman im Bett liegt.

### Familie

#### Mutter
„Vorsicht! Mahnte meine Mutter, das kann auch ganz falsch weitergehen! Das ist schon mal ganz falsch weitergegangen, und dann dauert es immer gleich ein halbes Menschenleben. Nur weil es mit welchen durchgegangen ist.“
Die Mutter der Protagonistin tritt rückblickend in der Rolle einer Ratgeberin auf. So hat sie der Erzählerin schon früh geraten, mehrere Liebesmenschen im Leben zu haben, um den einzelnen nicht zu überfordern. Auch für Beziehungen hatte sie einen Ratschlag parat: „Erkenne, was dir ein Mann geben kann, um es dir in für ihn erschwinglichen Dosen schenken zu lassen. Eröffne ihm nur klar umrissene Ausschnitte deiner Sehnsucht, gib ihnen eine konkrete Form, die er begreifen kann. Halte das wahre Ausmaß deiner Erwartungen geheim. Es liegt jenseits seiner Möglichkeiten.“ Während manche der fast schon weltweise anmutenden Ratschläge ziemlich klar formuliert sind, bleibt die Bedeutung anderer für die Erzählerin nach wie vor unklar und beschäftigt sie auch Jahre später.
Die Protagonistin beschreibt die Mutter als realistischen, stellenweise etwas konservativen Menschen, wenn sie ihre Tochter zum Beispiel vor den Veränderungen im Laufe der friedlichen Revolution warnt (siehe Anfangszitat) oder sich rückblickend darüber verwundert zeigt, wie schnell Gesellschaften altern. Trotzdem wird an anderer Stelle betont, dass die Mutter der Erzählerin stets den nötigen Freiraum zur Entfaltung gewährt hat.

#### Großmutter
„Und erst kürzlich habe sie geträumt, sie sei in einem hellblauen Seidenkleid und hellblauen seidenbespannten Schuhen die Strecke von Alberoda […] und dann nach Oberschlema gelaufen, in einer Nacht, in der es ganz leise geschneit habe, und all die Schneeflocken seien auf ihr geschmolzen, so heiß war sie mitten im Winter 1914.“
Über die lebenslustig wirkende Großmutter wird in zwei Episoden berichtet. Zunächst berichtet die sich an ihre Kindheit erinnernde Erzählerin über einen Tanzabend im Erzgebirge, bei der sie, mit noch glühenden Wangen vom letzten Tanz, bereits die nächsten Möglichkeiten abwog, und sich kurzerhand entschließt, zum nächsten Ort weiterzuziehen. Bei einer anderen Gelegenheit beschreibt die Protagonistin, wie die temperamentvolle Großmutter kurzerhand das Schlafzimmer neu einrichtete, welches sie kurz vorher versehentlich niederbrannte, beim Versuch das Eis im Kühlschrank mit einer Kerze zu schmelzen.

#### Großvater
„Mein Großvater wollte nie weit.“
Verteilt über die Erzählung erinnert sich die Erzählerin mehrfach an ihren Großvater. Daran zum Beispiel, wie er im Schuppen steht und einarmig Holz hackt, obwohl der Holzschuppen bereits randvoll war. Den Arm hatte er noch vor dem Krieg bei einem Motorradunfall verloren. Der Protagonistin erscheint das Holzhacken immer wieder vor dem inneren Auge auf der Suche nach dem Wie weiter.
Zudem hatte der Großvater die Angewohnheit Woche für Woche fünf Romane aus der Bibliothek zu lesen. Eine Eigenschaft, die sich die Erzählerin später selbst aneignet. Es wird der Eindruck vermittelt, dass der Großvater den Gegenpart zur lebenslustigen Großmutter einnahm. Er wirkt schweigsam, fast schon stoisch. Rückblickend bemerkt die Erzählerin, dass wohl einzig das Alleinsein ihre Großeltern verbunden hat.

### Tiere

#### Kastanorka
„Ihre schweren Beine lassen mich ahnen, daß sie von den Elefanten abstammt: Sie ist entwicklungsgeschichtlich ein Elefant, der mit mir leben möchte und verstanden hat, daß er dafür in eine kleine Schachtel passen muß.“
Kastanorka ist eine Schildkröte, die ausschließlich Spitzwegerich frisst. Sie wird nicht als Haustier, sondern als Gefährtin beschrieben, für die die Erzählerin Liebe empfindet. Wie schon bei ihren Liebesmenschen berichtet die Protagonistin detailliert von der ersten Begegnung mit Kastanorka, die noch vor dem Aufeinandertreffen mit ihrem „ersten Roman“, also vor ihrem siebten Lebensjahr, stattgefunden hat. Dabei stellt sie fest, dass sie und Kastanorka gleichaltrig sind.

#### Popolo
„Eines Tages verschwand der Kater Popolo. Nicht am Ende einer Nacht, was mir das Herz gebrochen hätte, sondern am Ende eines Tages, was meinen Verstand überforderte. Ich konnte nicht weiterdenken.“
Popolo ist ein Kater und lebt mit der Erzählerin und Roman zusammen. „Er war von sattem Rostrot, und er konnte es mit Roman an selbstvergessener Zärtlichkeit aufnehmen.“ Nach dem Umzug in die neue Wohnung kämpft Popolo unablässig mit Kunststücken um die Aufmerksamkeit der Erzählerin, um sie von der neuen Konkurrenz der Zootiere abzulenken. Eines Tages jedoch verschwindet der Kater und stellt die Protagonistin vor die Frage nach dem Warum: „Wollte auch er herausfinden, wer er war und wohin er geraten sei, worüber ihm sein Alltag mit einem Liebespaar nicht verständlich Auskunft geben konnte? Suchte er deshalb eine magische Handlung, um zu verstehen?“ Nach mehreren Jahren taucht Popolo wieder auf. Er ist alt, verwildert und verwundet.
Nachdem sich der Kater nach guter Pflege zunächst wieder erholt und ein Fest zu seiner Wiederkehr gefeiert wird, verschlechtert sich sein Zustand nach kurzer Zeit wieder. Kurz darauf stirbt der Kater. Popolo wird in seinen letzten Tagen ähnlich anthropomorphisiert, wie es schon bei Kastanorka der Fall ist. So blickt er kurz vor seinem Tod „[…] sinnend nach draußen, wie jemand, der am Nachmittag ein bißchen aus dem Fenster schaut […]“, bewegte sich „[…] nie zielstrebig […]“ und „[…] telefonierte mit Afrika.“

### Motive

#### Wie weiter
„Wie weiter? flüstere ich flehend in den Hörer.“
Wie weiter ist sowohl Titel als auch Leitmotiv der Erzählung. Die Ich-Erzählerin wacht an einem Sonntagmorgen in ihrem Bett auf und befindet sich in einem Schwebezustand, einer Orientierungslosigkeit, aus der sie sich nicht von allein zu befreien weiß. Zunächst sucht sie Hilfe bei ihren Liebesmenschen. Roman will sie nicht wecken, denn er „[…] weiß von nichts […]“. Ihr erster Ansprechpartner ist also Leo, von dem sie den Ratschlag bekommt: „Mach irgendwas, eine beliebige kleine Handlung, als ob du würfelst.“ Seine Antwort scheint ihr zunächst nicht zu genügen und Toma ist auf ihrer Reise immer weiter in den Osten nur sporadisch zu erreichen.
Anschließend folgt man der Protagonistin auf einer Gedankenreise in ihre eigene Vergangenheit und begegnet immer wieder der Frage nach dem Weiter aus verschiedenen Perspektiven. So geht es neben der Ungewissheit hinsichtlich der persönlichen Zukunft der Ich-Erzählerin, und ob „[u]nd wie weit“ sie sich womöglich verlaufen hat, gleichzeitig um die räumliche Entfernung zu ihren Liebesmenschen.
Dabei nimmt das Wie weiter in verschiedenen Ausprägungen im Text nicht nur die unterschiedlichsten semantischen Funktionen ein, sondern strukturiert die gesamte Erzählung: „Als refrainartiges Movens, das überdies in seiner etymologischen und semantischen Reichweite und Vielfalt ausgeschritten wird, eröffnet die Frage Wie weiter Szenen, Episoden, Gespräche, Reflexionen,[…] verwebt ihn [den Text] zu einer engmaschigen Textur, rhythmisiert ihn (verstärkt durch die Alliteration), bringt ihn zum Pulsieren und weist das Erzählen selbst als gestaltend-antwortenden Vollzug des Erfragten aus.“
Als Roman letztendlich aufwacht, scheint sich Leos Ratschlag entgegen der anfänglichen Zweifel der Erzählerin doch als treffend zu erweisen: „Ich lasse alle meine Finger zwischen seine gleiten. Etwas hat sich bewegt.“

#### Tiere und Zoo
„Schön sind Libellen, wenn sie in der Luft kurz und fragend innehalten. Was größer ist, beunruhigt in diesem Zustand, alles ganz Große alarmiert.“
Tiere, der Zoo und deren Besucher sind wiederkehrende Motive in den Werken von Angela Krauß. Auch in Wie weiter, in der die Ich-Erzählerin gegenüber einem Zoo lebt, stellt der Zoo ein wiederkehrendes Motiv dar. Dabei beschreibt die Protagonistin zum Beispiel, wie die Zoobesucher „[…] zu ahnen beginnen, warum sie gekommen sind. Wie sie, ohne recht auf die Fragen der Kinder zu hören, wortlos dastehn, auf unvorhergesehene Art allein. Während ihr Gegenüber, indem es im Gras schnüffelt, […] etwas Wesentliches tut. […] Ich sehe es den Zoobesuchern an: daß sie daran erinnert werden und nicht weiterwissen.“
Während die Zootiere also im Gegensatz zu ihren Betrachtern die Hoffnung wecken, weiter zu wissen, konstatiert die Erzählerin an späterer Stelle in der Erzählung, dass sie nach langem Beobachten: „Unter Aufbietung aller ihrer Spuren von Intelligenz halten auch sie ihre Ratlosigkeit geheim.“ Lediglich „[i]n Freiheit wüßtet ihr weiter!“ ruft die Protagonistin an anderer Stelle über das Fenster zum Zoo herüber. Damit nimmt sie gleichzeitig Bezug auf eine gewisse Sehnsucht nach den Weiten Afrikas, auf die an mehreren Gelegenheiten der Erzählung Bezug genommen wird, nicht zuletzt als Popolo kurz vor seinem Tod nach Afrika telefoniert oder sie Kastanorka zweifelsfrei als Verwandte der Elefanten identifiziert.

#### Die Wende
„Das neueste Früher ist, als die Geschichte sich plötzlich weiterbewegt hat, und ich habe es gesehen. Damit hatte ich nicht gerechnet. Ich hätte nicht gedacht, der Weltgeschichte wichtig genug zu sein, daß sie mich aus großer Nähe einen Epochenwechsel erleben läßt. Genau in der Mitte meines Lebens. Bis dahin war alles weitergegangen wie immer.“
Bereits in Weggeküsst, besonders eindrücklich jedoch in Die Überfliegerin dargestellt, in dem der Umbruch im Leben der Protagonistin bildhaft durch die Renovierung der Wohnung, die jedoch eher einem Abriss gleicht, verdeutlicht wird, handelt es sich bei der Wendezeit und der folgenden Orientierungslosigkeit um ein zentrales Thema in den Werken von Angela Krauß.
In Wie weiter geht es allerdings weit weniger um die Erlebnisse der Ich-Erzählerin als um die ihrer Mitmenschen. Dabei scheint die Protagonistin die Auseinandersetzung mit ihren persönlichen Veränderungen bewusst hintenanzustellen.
Im Mittelpunkt steht die Veränderung des alten Mietshauses und ihrer Bewohner. Der Leser erfährt von Frau Breiner, die kurzzeitig nicht weiterwusste, als sie ihren Job verlor; von Frau Anschmid, die weiterhin behutsam darauf bedacht war, die wöchentlichen Hausreinigungspflichten einzuhalten; von den vorsichtigen Bedenken der Mutter und von Roman, der sich aus der ersten Reihe zurückgezogen- und das Sprechen eingestellt hatte. Wie als Bilanz, endet der Ausflug der Erzählerin in die Wendezeit mit dem Wegzug der Nachbarn und den letzten Tagen von Frau Anschmid: „Zuerst waren die Arztfamilien aus dem Haus weggezogen, dann die Kürschnerfamilie, und eines Tages fühlte sich Frau Anschmid schwach, wie gelähmt.“

#### Das Du
„Und nur Du, der Du den Weitblick hast, weißt auch das: Jeder Anblick lockt in ein anderes Leben, in dem die Schaulustigen leicht verlorengehen.“
Das Du tritt in Wie weiter als allwissende Figur auf, mit der die Erzählerin in kommunikativer Beziehung steht: „Du, der Du alles weißt! Wenn nicht, ich fass nochmal zusammen: Hier bin ich […]“.
Mit der direkten Anrufung des Du beginnt und endet die Erzählung und zieht sich monologisch durch diese hindurch.
Der Allwissende wird dabei nach und nach mit immer mehr Attributen der Vollkommenheit versehen. Die Erzählerin spricht von ihm unter anderem als der „Verborgene“., „Unfaßbare“ und „Grenzenlose“ Beim Du scheint es sich also um eine göttliche Figur zu handeln, der gegenüber die Erzählerin jedoch durchaus selbstbewusst auftritt, indem sie sich am Anfang und Ende bewusst positioniert: „Hier bin ich […]“. An anderer Stelle wirken die Anrufungen sogar leicht ironisch.

#### Das Mikadospiel
„Ich beginne die Sonntage mit einer Anhäufung von Mikadostäbchen auf meinem Bett. Was einst ein Spiel war, die Einübung der Zartheit zur Wahrung des Gleichgewichts, heute ist es ein Beschwörungsakt.“
„Das Kaiserspiel auf der Bettdecke […]“ dient als zentrale Metapher in Wie weiter und findet sich zudem auf dem Cover der Suhrkamp Ausgabe wieder. Es beschreibt wohl am ehesten den Schwebezustand, in dem sich die Ich-Erzählerin befindet. Ihr persönlicher Stillstand in einer sich ständig verändernden Umgebung dient als Ausgangspunkt für die Frage nach dem Wie weiter. Leo indes ist sich sicher, dass der Ausbruch aus dem Schwebezustand „ganz leicht, geradezu von allein […]“ geschieht. Auf eine Lösung von außen sollte sich die Protagonistin jedoch nicht verlassen, denn „[w]enn’s stockt, ist man’s jedesmal selbst“.

### Form

#### Gattung
Der Prosatext Wie weiter ist nur schwer einer literarischen Gattung zuzuordnen. Sie erinnert an Tagebucheinträge und vereint Merkmale verschiedener Romanformen, weist jedoch ebenso novellistische-, teilweise sogar essayistische Züge auf. Die Autorin selbst lässt die Gattungsfrage dabei bewusst offen. So fehlt in nahezu allen Prosawerken Angela Krauß‘ eine Gattungsangabe. Einzig Die Überfliegerin wird klar als Erzählung betitelt.

#### Aufbau
Die Erzählung lässt sich grob in eine Rahmenhandlung, die Zeit nach dem Aufwachen der Ich-Erzählerin am Anfang sowie dem Aufwachen Romans am Ende, und in eine Binnenhandlung, den Erinnerungen und Gefühlen der Protagonistin, einordnen. Der Übergang zwischen Rahmen- und Binnenhandlung verläuft jedoch fließend und wird vor allem am Anfang der Erzählung immer wieder aufgelöst. Auf eine klare Einteilung in Kapitel wurde verzichtet, einzelne Gedankengänge werden jedoch optisch durch Majuskel in der Druckausgabe voneinander abgegrenzt. Dabei folgen diese keiner stringenten Handlung und könnten ebenso untereinander ausgetauscht werden.